# Too Hot (Alanis Morissette)
Too Hot è un singolo della cantautrice canadese Alanis Morissette, pubblicato nel 1991 ed estratto dal suo primo album Alanis.

## Tracce
- Cassetta

1. Too Hot (album version) - 3:58
2. Album sampler: Feel Your Love/Walk Away/Plastic
3. Too Hot (Hott Shot mix) - 4:54